# Yécora (Álava)
Yécora (oficialmente en euskera: Iekora) es un municipio español de la provincia de Álava, en la comunidad autónoma del País Vasco. Cuenta con una extensión de 18,8 km² y una población de 266 habitantes (2015). Se sitúa en la parte sur de Álava dentro de la comarca vitivinicultora de la Rioja Alavesa, en el límite con Navarra y muy cerca también de La Rioja. Lo compone un único núcleo de población que se extiende en un terreno relativamente llano a 694 m de altitud, a caballo entre dos valles y a los pies de las sierras de Toloño y de Codés.

## Geografía
El municipio limita al norte con el municipio navarro de Lapoblación, al sur y al este con Oyón y al oeste con Lanciego.
La capital de la comarca, Laguardia, está 15 km en dirección oeste. La capital provincial, Vitoria se sitúa a 50 km. La ciudad de Logroño, capital de La Rioja está a 13 km en dirección sur.
Los pueblos más cercanos son Lanciego y Meano de Lapoblación (Navarra).
Forman parte del concejo los despoblados de Esquide y San Millán.

## Historia
Las primeras citas escritas del Cartulario de San Millán en el siglo XI denominan a esta población con los nombres de Equora y Ecora.
Fue una aldea de Laguardia hasta que en 1669 el rey Carlos II le concediera el título de villa.
El pueblo llegó a contar con catorce ermitas.
Recientemente adoptó la denominación oficial bilingüe de Yécora/Iekora.

## Demografía
Yécora cuenta con una población de 265 habitantes (INE 2024).
| Gráfica de evolución demográfica de Yécora entre 1842 y 2021 |
| |
| Población de derecho según los censos de población del INE Población de hecho según los censos de población del INEEn estos censos se denominaba Yécora: 1842, 1857, 1860, 1877, 1887, 1897, 1900, 1910, 1920, 1930, 1940, 1950, 1960, 1970, 1981, 1991 y 2001 |

## Economía
Yécora es un municipio rural con un peso todavía muy importante del sector agrario, que ocupa al 37% de la población activa. Se trata de un municipio dedicado principalmente al cultivo del viñedo un 37 %. El cereal ocupa sólo el 20 % de la superficie cultivada y se extiende por el sur del término municipal. En el pueblo hay también 5 bodegas (Juan Campinún, Vallarmen, Solar de Ibalonja, Jalón y la Cooperativa San Sixto) que elaboran vino de la denominación de origen Rioja, así como una cooperativa, San Sixto, que elabora los vinos de Campolengo y Valsierra. En la actualidad dichas bodegas buscan el progreso para llevar a cabo un incremento de la cultura del vino en este pueblo.
La población de Yécora ha sufrido una evolución oscilante a lo largo del siglo XX, creció entre 1900 y 1930, cuando alcanzó los 590 habitantes, para ir luego descendiendo hasta tocar suelo en 1981 llegando a algo más de 200 habitantes. Desde hace unos 20 años se ha venido recuperando ligeramente.
Cuenta con piscinas municipales, abiertas en el año 2006 y un centro de salud que a su vez hace de centro lúdico y salón de actos, además de rehabilitar el trujal para: Comidas, cenas, exposiciones...
También cuenta con un Hogar Del Jubilado recientemente rehabilitado.

## Administración y política

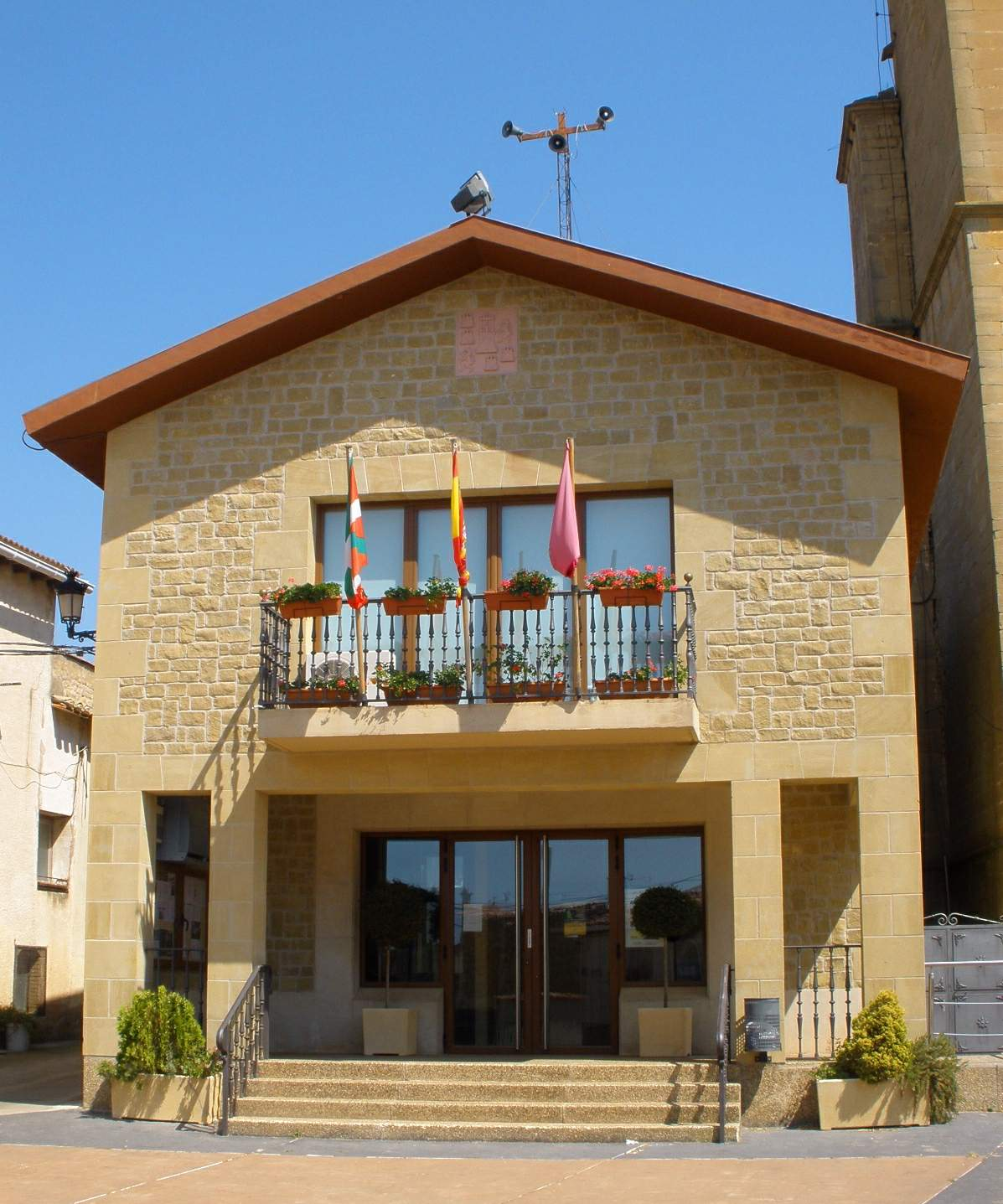
Ayuntamiento de Yécora

### Gobierno municipal
| Periodo   | Nombre                          | Partido | Partido                                                      |
| --------- | ------------------------------- | ------- | ------------------------------------------------------------ |
| 1979-1983 | Antonio Ibáñez Ayala            |         | Unión de Centro Democrático (UCD)                            |
| 1983-1987 | Eduardo Jalón Lacalle           |         | Euzko Alderdi Jeltzalea-Partido Nacionalista Vasco (EAJ-PNV) |
| 1987-1991 | Juan Antonio Fernández Armentia |         | Euzko Alderdi Jeltzalea-Partido Nacionalista Vasco (EAJ-PNV) |
| 1991-1995 | Jose Mª Jalón Lacalle           |         | Euzko Alderdi Jeltzalea-Partido Nacionalista Vasco (EAJ-PNV) |
| 1995-2003 | José Ángel Echazarreta Seigido  |         | Euzko Alderdi Jeltzalea-Partido Nacionalista Vasco (EAJ-PNV) |
| 2003-2015 | Iñaki Ibáñez Fernández          |         | Partido Popular del País Vasco (PP)                          |
| 2015-2019 | Joana López García              |         | Agrupación Independiente Zukera (AIZ-ZTI)                    |
| 2019-2023 | Rafael Fernández Jalón          |         | Euzko Alderdi Jeltzalea-Partido Nacionalista Vasco (EAJ-PNV) |
| 2023-act. | Alfredo Arguijo Echazarreta     |         | Euzko Alderdi Jeltzalea-Partido Nacionalista Vasco (EAJ-PNV) |

| Partido político                                              | 2023  | 2023       | 2019  | 2019       | 2015  | 2015       | 2011  | 2011       | 2007  | 2007       | 2003  | 2003       | 1999  | 1999       | 1995  | 1995       | 1991  | 1991       |
| Partido político                                              | %     | Concejales | %     | Concejales | %     | Concejales | %     | Concejales | %     | Concejales | %     | Concejales | %     | Concejales | %     | Concejales | %     | Concejales |
| Euzko Alderdi Jeltzalea-Partido Nacionalista Vasco (EAJ-PNV)  | 46,48 | 4          | 72,41 | 6          | —     | —          | —     | —          | 38,57 | 3          | 42,47 | 3          | 47,06 | 4          | 73,08 | 5          | 77,58 | 6          |
| Partido Socialista de Euskadi-Euskadiko Ezkerra (PSE-EE PSOE) | 22,16 | 0          | 5,17  | 0          | 47,65 | 3          | 25,00 | 2          | 8,52  | 0          | 13,98 | 1          | —     | —          | —     | —          | —     | —          |
| Partido Popular del País Vasco (PP)                           | 31,35 | 1          | 17,24 | 1          | 1,18  | 0          | 68,02 | 5          | 51,12 | 4          | 41,40 | 3          | 34,22 | 2          | —     | —          | —     | —          |
| Agrupación Independiente Zukera (AIZ-ZTI)                     | —     | —          | —     | —          | 48,82 | 4          | —     | —          | —     | —          | —     | —          | —     | —          | —     | —          | —     | —          |
| Unidad Alavesa (UA)                                           | —     | —          | —     | —          | —     | —          | —     | —          | —     | —          | 0,00  | 0          | 14,44 | 1          | 19,23 | 0          | 20,61 | 1          |

#### Evolución de la deuda viva municipal
El concepto de deuda viva contempla sólo las deudas con cajas y bancos relativas a créditos financieros, valores de renta fija y préstamos o créditos transferidos a terceros, excluyéndose, por tanto, la deuda comercial. La deuda viva municipal por habitante en 2014 ascendía a 348,84 €.
| Gráfica de evolución de la deuda viva del Ayuntamiento entre 2008 y 2023                         |
|                                                                                                  |
| Deuda viva del Ayuntamiento de Yécora, en miles de euros, según datos del Ministerio de Hacienda |

## Cultura

### Patrimonio

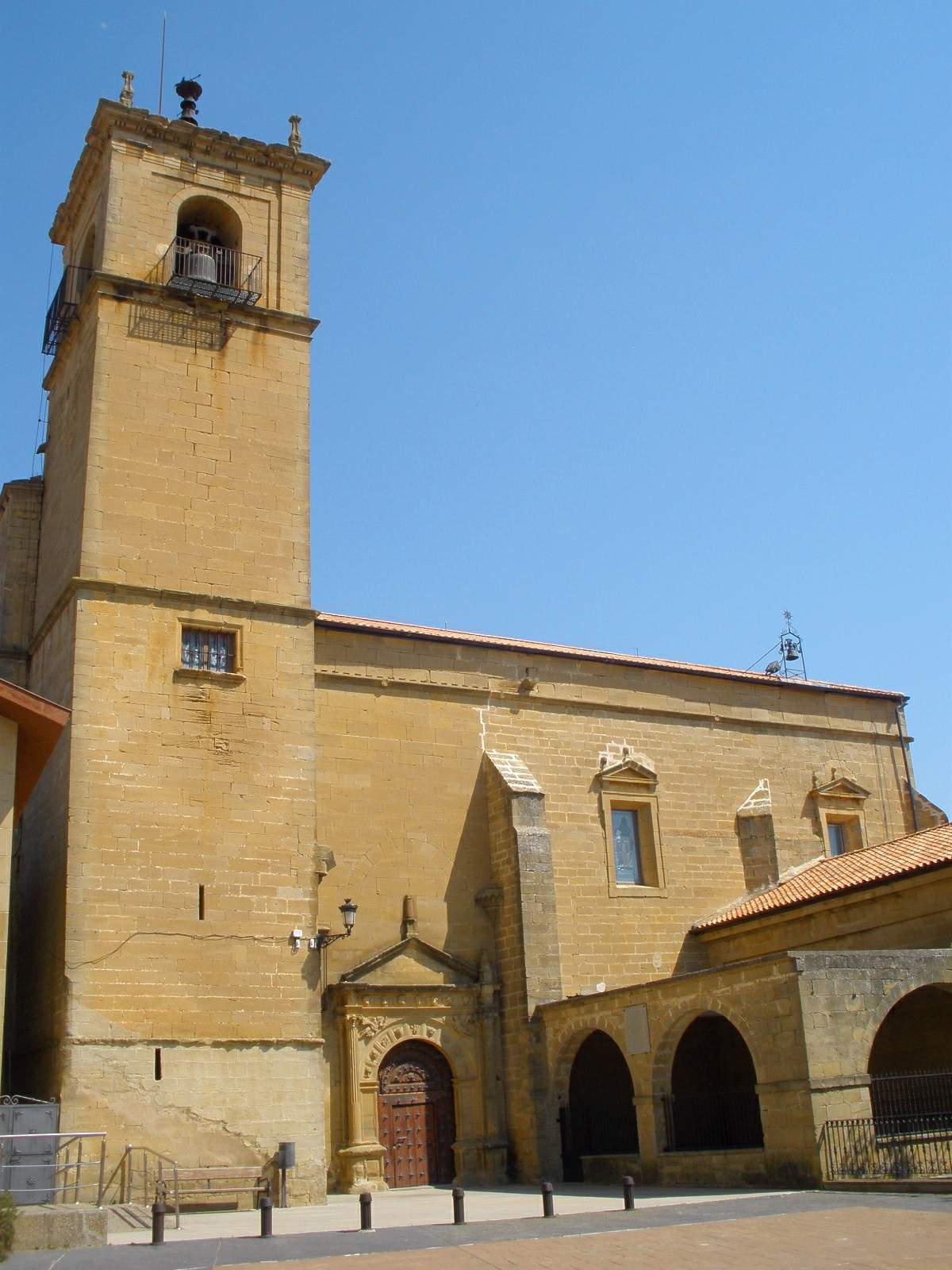
Iglesia parroquial de San Juan Bautista

El pueblo de Yécora mantiene las características de los municipios rurales riojanos con un casco urbano apretado con edificios de dos plantas, que apenas ha sido transformado con construcciones modernas. En el caso de Yécora abundan los edificios renacentistas.
El edificio más destacado es la Iglesia de San Juan Bautista, construida en un estilo a caballo entre el gótico y el estilo renacentista. Tiene una torre del siglo XIV de planta cuadrada, una portada renacentista con arco y arquitrabe poblado de ángeles y dos columnas con capiteles corintios.
Fuera del pueblo se encuentra la ermita de Santa María de Bercijana, que fue restaurada en 1984 y por la que los vecinos de Yécora sienten gran devoción. La ermita se encuentra en un bonito paraje arbolado. En ella existe una figura de Dios sosteniendo a su hijo Jesús muerto, según comentarios de varios párrocos.
Destaca también la fuente medieval de Yécora conocida como la Fuente Vieja o de los caños y la fuente de los moros rehabilitada.

### Fiestas y tradiciones
Son varias las romerías que se celebran durante el año en Bercijana
- En mayo, el segundo sabado del año se celebra el día de Santo Domingo, el pueblo baja en procesión a la Ermita a buscar a la Virgen de Bercijana. Se baila el baile de La cadena y se traslada la imagen de la Virgen de Bercijana a la Iglesia de San Juan Bautista en Yécora. Los bailarines del pueblo, llevan trajes típicos (azul y blanco con faldas de bordados en hilo de oro) y con pañuelos de vivos colores.
- A finales de agosto(el tercer fin de semana), durante las fiestas de Acción de Gracias, que duran 5 dias de Jueves a Lunes y siendo el más importante el sabado, que se vuelve a trasladar la imagen de la patrona de Yécora a la Emita, realizando de nuevo el recorrido a son de gaita y acompañada por el grupo de danzas del pueblo.

Las fiestas más importantes del pueblo son las de mayo por Santo Domingo y las de Acción de Gracias en agosto.
Estas fiestas junto con una tradicional romería en junio a San Tirso( el segundo Sabado de junio) en la Sierra de Cantabria son las fiestas que se suelen celebrar anualmente en el pueblo.